# Chatrichalerm Yukol
 (juin 2019).
Si vous disposez d'ouvrages ou d'articles de référence ou si vous connaissez des sites web de qualité traitant du thème abordé ici, merci de compléter l'article en donnant les références utiles à sa vérifiabilité et en les liant à la section « Notes et références ».
Le prince Chatrichalerm Yukol (en thaï : หม่อมเจ้า ชาตรีเฉลิม ยุคล,), né le 29 novembre 1942 à Bangkok, est un réalisateur, scénariste et producteur de cinéma thaïlandais. Il est aussi désigné par le surnom Tan Mui (ท่านมุ้ย) et est apparenté à la famille royale régnante, la dynastie Chakri.
Parmi les réalisateurs du renouveau du cinéma thaïlandais dans les années 1970 et 1980 (avec, entre autres, Euthana Mukdasanit, Permpol Choey-Aroon et Manop Udomdej), Chatrichalerm Yukol est sans doute le précurseur le plus prolifique et le plus complet. Membre de la famille royale, il profite de sa position pour traiter des sujets sociaux audacieux comme dans Docteur Karn en 1973, Hotel Angel (en) en 1974, Taxi Driver en 1977 et Gunman (en) en 1983.

## Biographie[8]

### Années 60: les études
De 1957 à 1973, le cinéma et la littérature thaïlandais sont constitués essentiellement de « bluettes sirupeuses » qui échappent à la censure du régime autocratique et de films d'horreur qui flattent le goût du public. Dans les années 1960, le jeune Chatrichalerm Yukol quitte la Thaïlande pour aller étudier d'abord en Australie puis aux États-Unis à l'Université de Californie à Los Angeles (UCLA). Il obtient une licence en géologie option cinéma. Il rencontre Francis Ford Coppola et Roman Polanski. Ensuite, il travaille comme assistant pour Merian C. Cooper, réalisateur (avec Ernest B. Schoedsack) de Chang (1927) et du célèbre King Kong (1933).

### Des années 70 aux années 90: un cinéma social[13],[14]
De retour en Thaïlande, Chatrichalerm Yukol tourne d'abord Out of the Darkness (en) (มันมากับความมืด / Mun ma gub kwam mud / It Comes Out of the Darkness) (1971), le premier film de science-fiction thaïlandais. Puis, très vite, il réalise, profitant de la liberté et protection que lui assure le fait d'être membre de la famille royale, des films décrivant avec franchise la réalité sociale de la Thaïlande contemporaine,, :
- La corruption générale : Docteur Karn (เขาชื่อกานต์ / Khao chue Karn / Son nom est Karn, 1973) est basé sur le roman du même nom de l'écrivaine Suwanni Sukhonta.

Ce film est considéré comme le premier film engagé de l'histoire du cinéma thaïlandais.
Il traite de la corruption des fonctionnaires à travers l'histoire des luttes et de l'assassinat d'un médecin de province.
Ce film a failli être censuré mais Chatrichalerm Yukol est allé rencontré en personne le dictateur militaire anti-communiste Thanom Kittikhachon (premier ministre thaïlandais de 1963 à 1973) et l'a convaincu de ne pas couper son film. Le 14 octobre 1973, la contestation sociale et étudiante fait chuter le régime après 3 jours de violence contre les étudiants. Thanom Kittikhachon démissionne et est contraint à l'exil.
- La prostitution : La madone des bordels (Hotel Angel (en) / Angel / เทพธิดาโรงแรม / Theptida rong ram, 1974)[22],[23],[24] ;

- Le divorce et la déception amoureuse : Le Dernier Amour (Last Love / ความรักครั้งสุดท้าย) (1975 ; remake en 2003)[25],[26] ;

- L'exode rural, les taudis et les arnaques de la ville : Taxi Driver (ทองพูน โคกโพ ราษฎรเต็มขั้น / Thongpoon khopko rasadorn temkan / Citizen 1 / Citizen Thongpon Khokpho / Citoyen à part entière, 1977)[27] ;

- La spéculation immobilière et les bidonvilles de Bangkok[28] : Somsee (ครูสมศรี / Kru Somsri / Teacher Somsi, 1986) ;

- La déforestation[29] et le trafic illégal du bois[30] : Le Gardien d'éléphants (คนเลี้ยงช้าง / Khon Liang Chang, 1987)[31] ;

- Les filières de la drogue : Powder Road (เฮโรอิน / Heroin, 1991)[32] ;

- Les trafics d'armes à la frontière Thaïlande-Birmanie : Gunman 2 (Salween / มือปืน 2 สาละวิน / Muepuen 2 Salawin, 1993)[33],[34] ;

- Les dérives d'une certaine jeunesse de Bangkok, la vie d'adolescentes rongées par la drogue[35],[36] : Daughter (เสียดาย / Sia Dai / Dommage, 1994)[37] ;

- Une affaire de sang contaminé : Daughter 2 (เสียดาย 2 / Sia Dai 2 / Dommage 2, 1996).

### Depuis 2000: un cinéma historique, royal et épique
Le prince Chatrichalerm Yukol, dans ses derniers films, s'attache à des fresques historiques sur les rapports aux XVIe et XVIIe siècles entre la Thaïlande et son ennemi de toujours, la Birmanie :
- Suriyothai (2001)[38], film racontant la vaillance de la légendaire reine Suriyothai[39] (qui, comme le légendaire roi Arthur et ses chevaliers de la Table ronde, a une existence très mystérieuse et n'aurait peut-être même jamais existé selon des historiens) ;

- Les six films (deux triptyques) sur le roi Naresuan, le grand roi d'Ayuthia (de 2007 à 2015)[40].

Dans ces fresques historiques très maîtrisées, aux personnages complexes et aux décors somptueux, tournées avec des moyens considérables (les plus gros budgets de l'histoire du cinéma thaïlandais mais aussi les plus grands succès commerciaux locaux en salle de tous les temps), Chatrichalerm témoigne surtout d'un réel plaisir de filmer et du souci de restituer aux thaïlandais leur histoire.

## Filmographie
- 1971 : Out of the Darkness (en) (มันมากับความมืด / Mun Ma Kub Kwam Mued)
- 1973 : Docteur Karn (เขาชื่อกานต์ / Khao Chue Karn)
- 1974 : The Colonel (ผมไม่อยากเป็นพันโท / Pom Mai Yak Pen Pan To / I Don't Want To Be a Lieutenant)
- 1974 : Hotel Angel (en) (เทพธิดาโรงแรม / Thep Thida Rong Raem / The Angel / La madone des bordels)
- 1974 : Last Love (ความรักครั้งสุดท้าย / Kuam Rak Krang Suthai)
- 1975 : The Violent Breed/ Angel Who Walks on the Ground (เทวดาเดินดิน / Thewada Doen Din / Grounded god / Earth Angel)[42]
- 1975 : Dangerous Modelling
- 1977 : Taxi Driver (ทองพูน โคกโพ ราษฎรเต็มขั้น / Citizen I / Citoyen à part entière)
- 1978 : Sister-In-Law (น้องเมีย)
- 1978 : Kama (กาม)
- 1980 : The Yellowing of the Sky (อุกาฟ้าเหลือง / The Yellow Sky / Before the Storm)
- 1981 : If You Still Love (ถ้าเธอยังมีรัก)
- 1983 : Gunman (en) (มือปืน / Meu peun / Le Tueur à gages)
- 1984 : Detective, Section 123
- 1985 : Freedom of Taxi Driver (อิสรภาพของ ทองพูน โคกโพ / Freedom of Citizen / Citizen II)
- 1986 : Somsee (ครูสมศรี / Kru Somsri / Teacher Somsi)
- 1987 : Le Gardien d'éléphants (คนเลี้ยงช้าง / Khon Liang Chang)
- 1990 : Song for Chao Phraya (น้องเมีย / Nawng Mia) [43]
- 1991 : Powder Road (เฮโรอิน / Heroin)[44]
- 1993 : Salween (มือปืน 2 / Gunman 2)
- 1994 : Daughter (เสียดาย / Sia Dai / Dommage)
- 1995 : Daughter 2 (เสียดาย 2 / Sia Dai 2 / What a Shame 2 / Dommage 2)
- 1998 : Box (Klong)
- 2001 : Suriyothai (สุริโยไท / Suriyothai)
- 2003 : Last Love (ความรักครั้งสุดท้าย / Kuam Rak Krang Suthai / remake de son film de 1974)
- 2007 : King Naresuan (les premier et deuxième des six films sur Naresuan)
- 2011 : King Naresuan 3 et 4
- 2014 : King Naresuan 5[45]
- 2015 : King Naresuan 6[46],[47]
- 2015 : Pantai Norasingha (พันท้ายนรสิงห์)

## Influence
« Celui qui leur (à Euthana Mukdasanit, Permpol Cheyaroon, Manop Udomdej...) avait ouvert la voie et continuait de marquer profondément le paysage du cinéma thaïlandais était M.C. Chatri Chalerm Yukol. Dans une longue suite de films dont il convient au moins de citer Thongpoon khopko rasadorn temkan (Thongpoun Khopko, citoyen à part entière, 1977) ou Muepuen (Le Tueur à gages, 1983), il a abordé l'essentiel des problèmes de la société thaïlandaise contemporaine. »

— Gérard Fouquet, Profondeurs insoupçonnées (et remugles ?) des « eaux croupies » du cinéma thaïlandais